# 张倬元
张倬元（1926年12月—2022年3月18日），男，直隶（今河北）乐亭人，中国工程地质学家，曾任成都地质学院院长、教授、博士生导师。
1946年考入清华大学地质系，1951年毕业后，参加中国科学院西藏工作队，成为中国首批进藏的地质工作者。1954年，到北京地质学院任教。1957年，调入成都地质学院。2002年退休。
2022年3月18日，在成都病逝，享年95岁。